# Pieskowa Skała
Pieskowa Skała je hrad, který se nachází ve gmině Sułoszowa, poblíž Krakova v Ojcowském národním parku. Je to zachovalý hrad s bohatou historií na oblíbené turistické stezce orlích hnízd, která vede z Krakova do Čenstochové kolem hradů, které měly zabránit v době jejich vzniku české expanzi do oblasti. Nachází se ve vápencové vysočině Wyżyna Olkuska v Krakovsko-čenstochovská Juře (Wyżyna Krakowsko-Częstochowska).

## Historie[1]

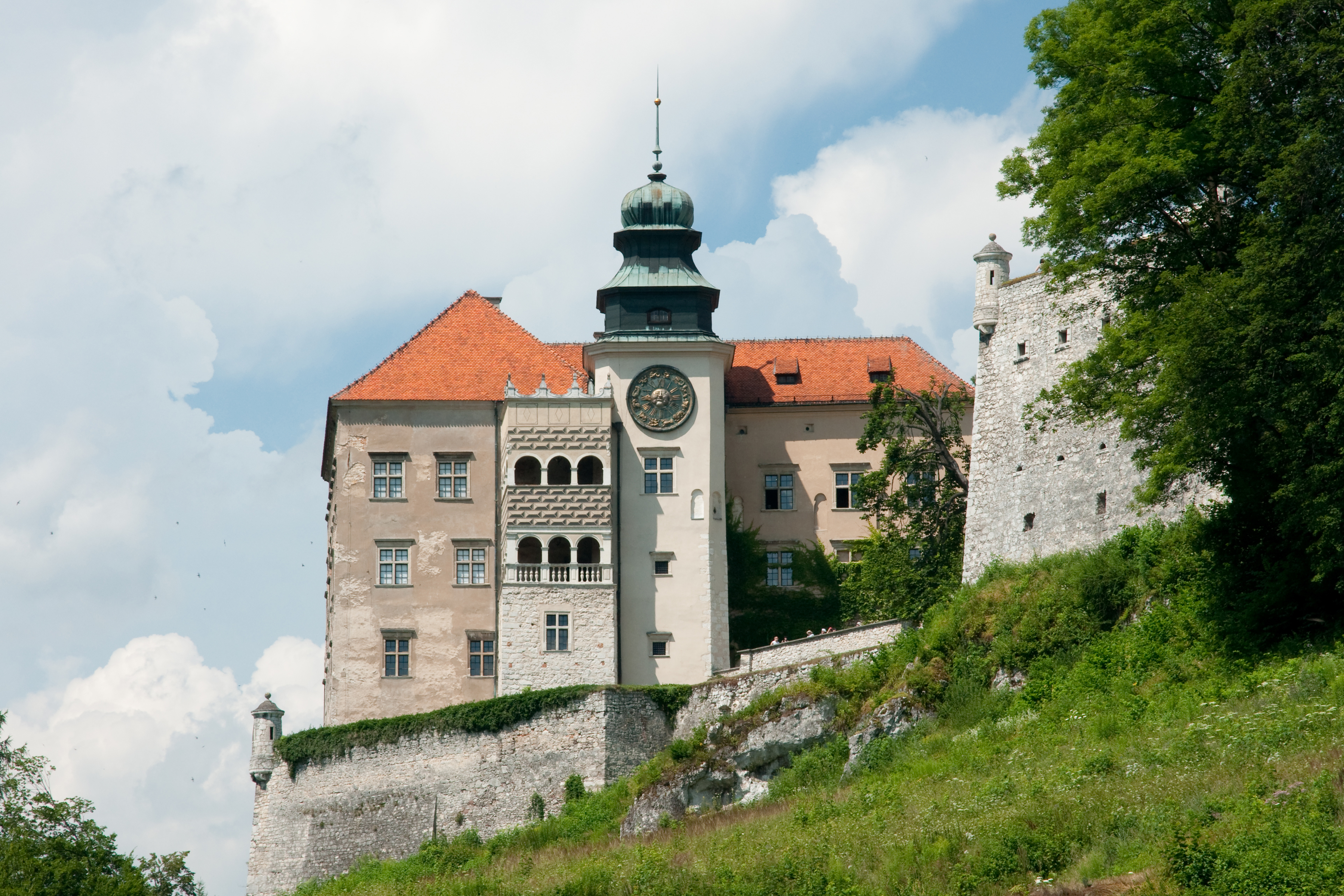
Hrad Pieskowa Skala

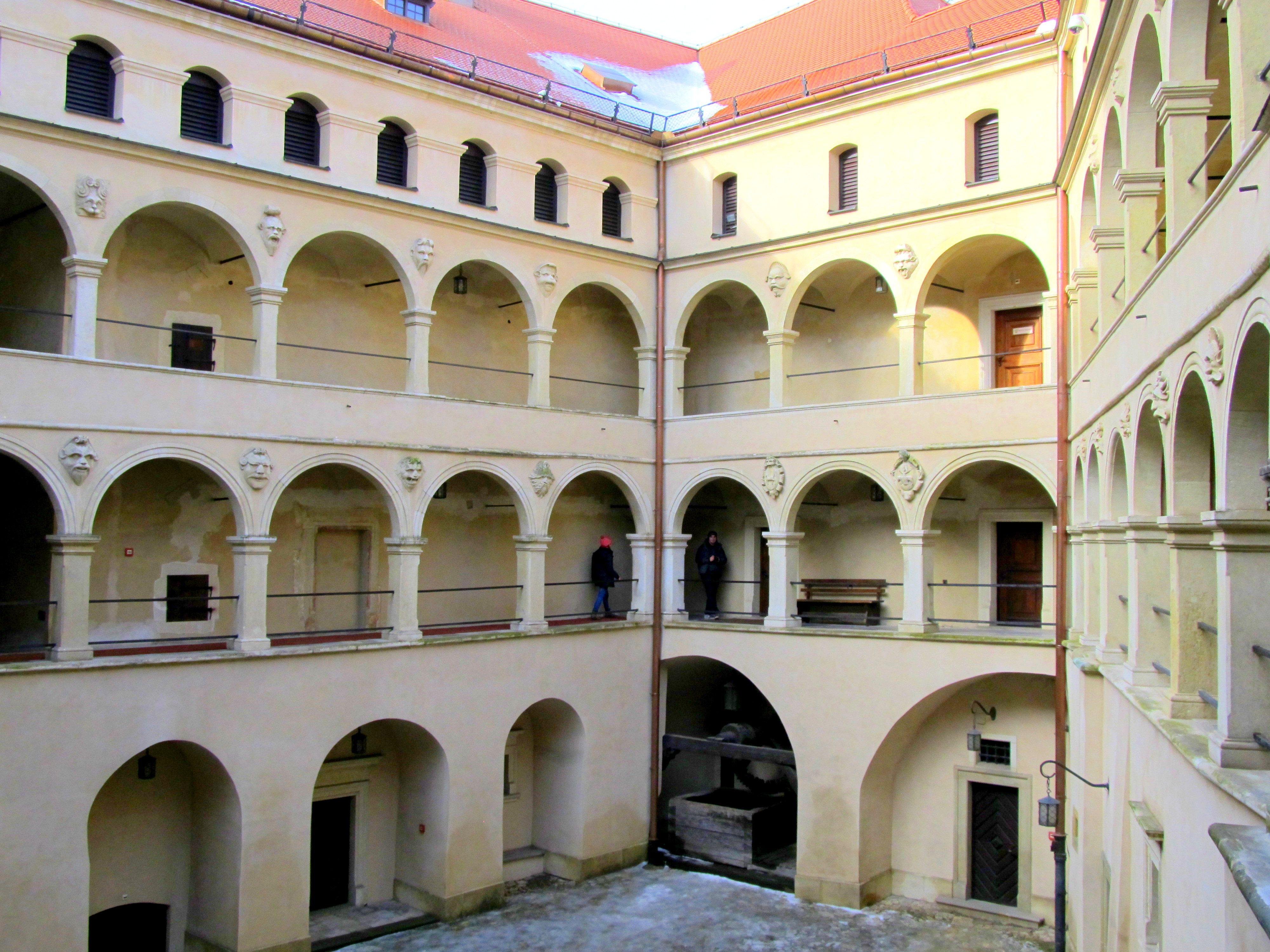
Nádvoří hradu

Hrad je poprvé zmiňován v roce 1315 za vlády Vladislava Lokietka. V první polovině 14. století zde Kazimír III. Veliký postavil hrad, který byl součástí obranného řetězce Orlích hnízd. Hrad se skládal ze dvou částí: horní a dolní. Horní část, která se nezachovala, byla postavena na nepřístupné skále zvané Dorotka.
V letech 1377–1608 byl hrad sídlem rodu Szafraniecú. V letech 1542–1580 byl gotický hrad přeměněn na renesanční sídlo a v 17. století byl systém opevněn baštami. Za přítomnosti Švédů roku1655 byl hrad zničen a posléze v roce 1718 byl vypálen. V roce 1768 byl pak přestavěn na sídlo rodiny Wielopolských. K zajímavostem patří, že v roce 1787 byl na hradě hoštěn poslední polský král Stanisław August Poniatowski.
V roce 1842 koupil hrad Hrabě Jan Mieroszewski od rodiny Wielopolski. Později, v důsledku dalšího požáru roku 1850 byla zničena jeho nejstarší část nazývaná vysoký hrad. V 80. letech 19. století provedl Sobiesław Mieroszewských rekonstrukční práce, které objekt obohatily o novogotické prvky . Hrabě Krzysztof Mieroszewski - Sobiesławův syn, známý svým bujarým životním stylem, promrhal své rodinné jmění a mimo jiné prodal i tento hrad. Nový majitel, Michał Wilczyński, brzy zámek prodal Dr. Serafinu Chmurskému, který pro něj stavěl vily a ten se snažil z Pieskowe Skaly udělat letní sídlo.
V roce 1902 byl zámek vydražen kvůli dluhům Serafina Chmurského, posledního soukromého vlastníka Pieskowy Skaly. Na stránkách „Kurier Warszawski“ vyzval Adolf Dygasiński k záchraně hradu, perly polské renesance, jediné na stezce Orlí hnízda, která přežila v dobrém stavu. Díky této iniciativě byla založena „Akciová společnost Pieskowa Skała“, která hrad koupila za částku 60 000 rublů.
Po druhé světové válce převzal hrad stát a po generální rekonstrukci v letech 1950–1963 se stal pobočkou Státní sbírky umění ve Wawelu . V kryptách hradu jsou čtyři manýristické sarkofágy rodu Sieniawski ze 17. století. Tyto sarkofágy byly  převezeny do Krakova během polsko-ruské války v roce 1920. V současné době je zde umístěna stálá expozice „Změny stylu v evropském umění od středověku do poloviny devatenáctého století“. Hrad se objevil v celé řadě polských filmů.

## Poloha hradu

Ojcowský národní park, hrad Pieskowa Skala, jeskyně

K zámku přiléhá francouzský park, který je pečlivě udržován.

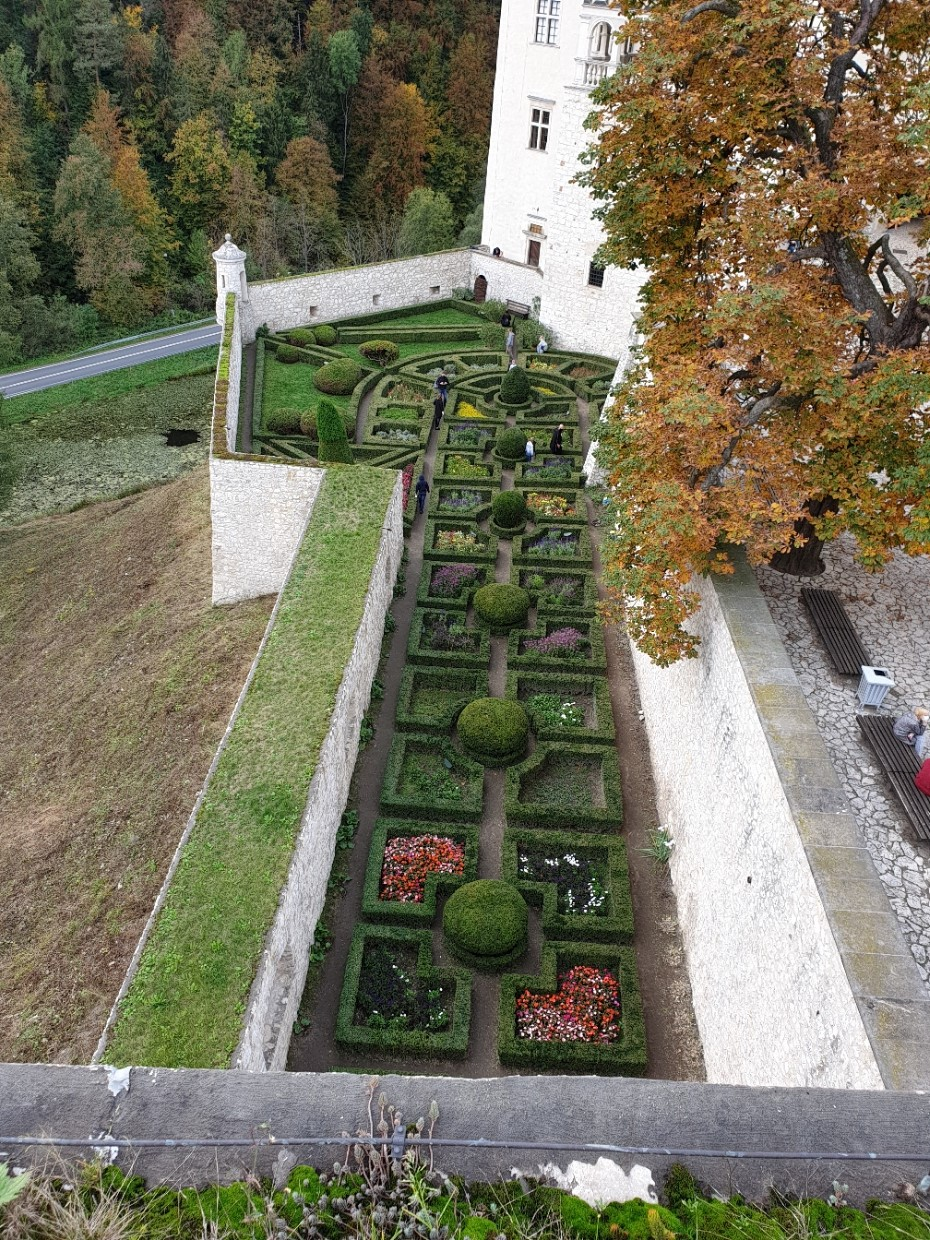
Zahrada u hradu
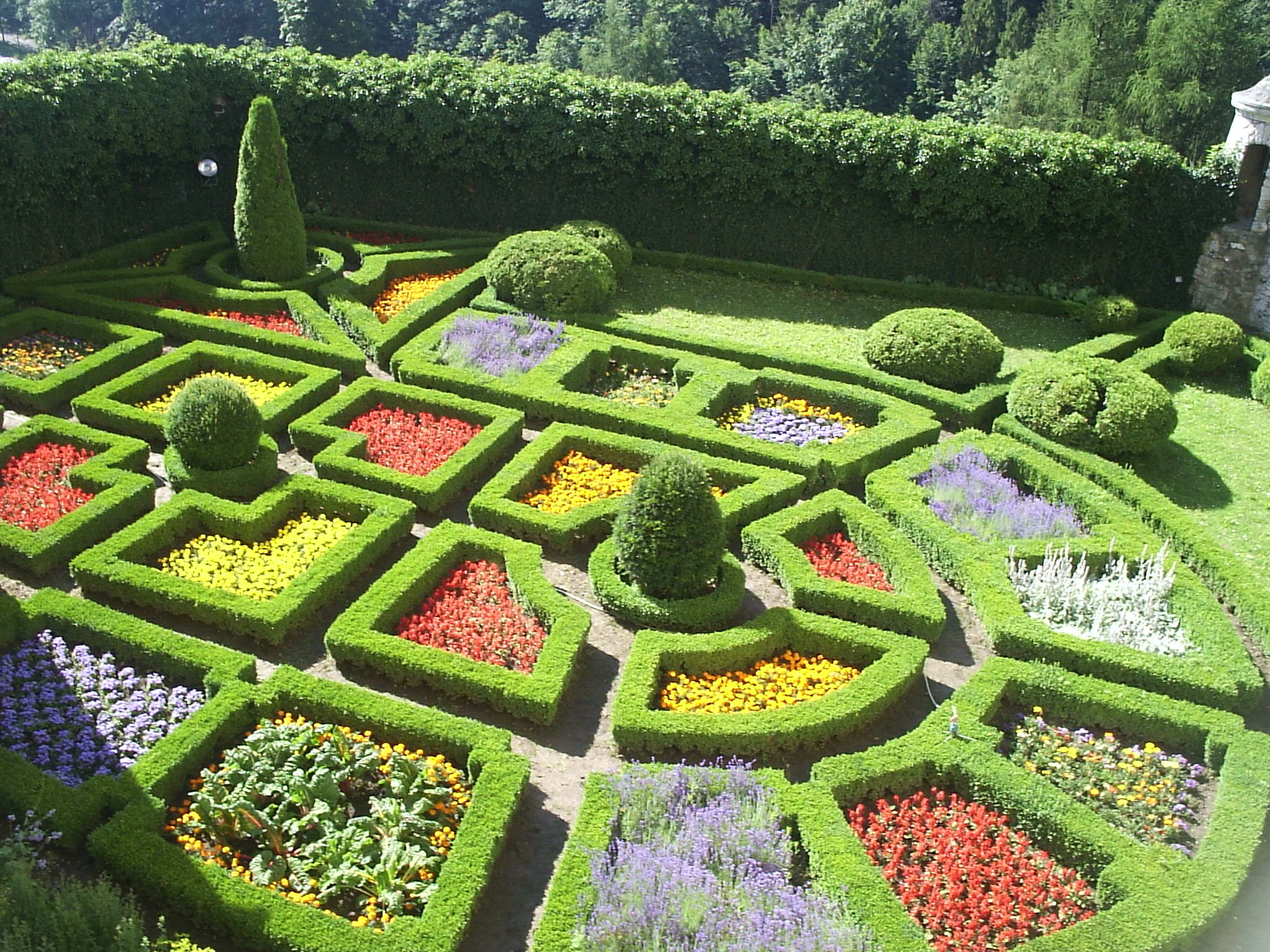
Zámecká zahrada

Celý areál se nachází v oblasti Národního parku Ojców, který je nejmenším z polských národních parků. V údolí pod hradem se nachází střední část říčky Prądnik. Na úpatí kopce, kde stojí hrad, se nachází komplex pěti průtočných rybníků založených v 16. století. Zde se chovali kapři, štiky a karasy a později i pstruzi. Rybníky jsou v současné době hlavní oporou obojživelníků např. čolků, ropuchy, rosniček a dalších). V jeskyních žije 17 druhů netopýrů, které jsou symbolem národního parku. Park, který byl vyhlášen v roce 1956, má tyto ptáky jako svůj symbol. Celkem je zde zákonem chráněno celkem 218 druhů zvířat. Národní park je vápencovým komplexem. V roce 2006 zde bylo katalogizováno asi 500 větších a menších jeskyní, které byly vytvořeny hlavně v důsledku krasového působení vod. Největší jsou jeskyně Łokietka, Ciemna, které jsou otevřeny pro veřejnost. Jeskyní využívali také pravěcí lidé, jejichž stopy existence byly nalezeny na mnoha místech národního parku. Nedaleko hradu se nachází různé vápencové skály z nichž je nejznámější skála zvaná Herkulův palcát, zajímavé jsou i další skály nazývané např. Rukavice nebo Czarcia Skała či Sokolica.

Logo - Ojcowski Park Narodowy
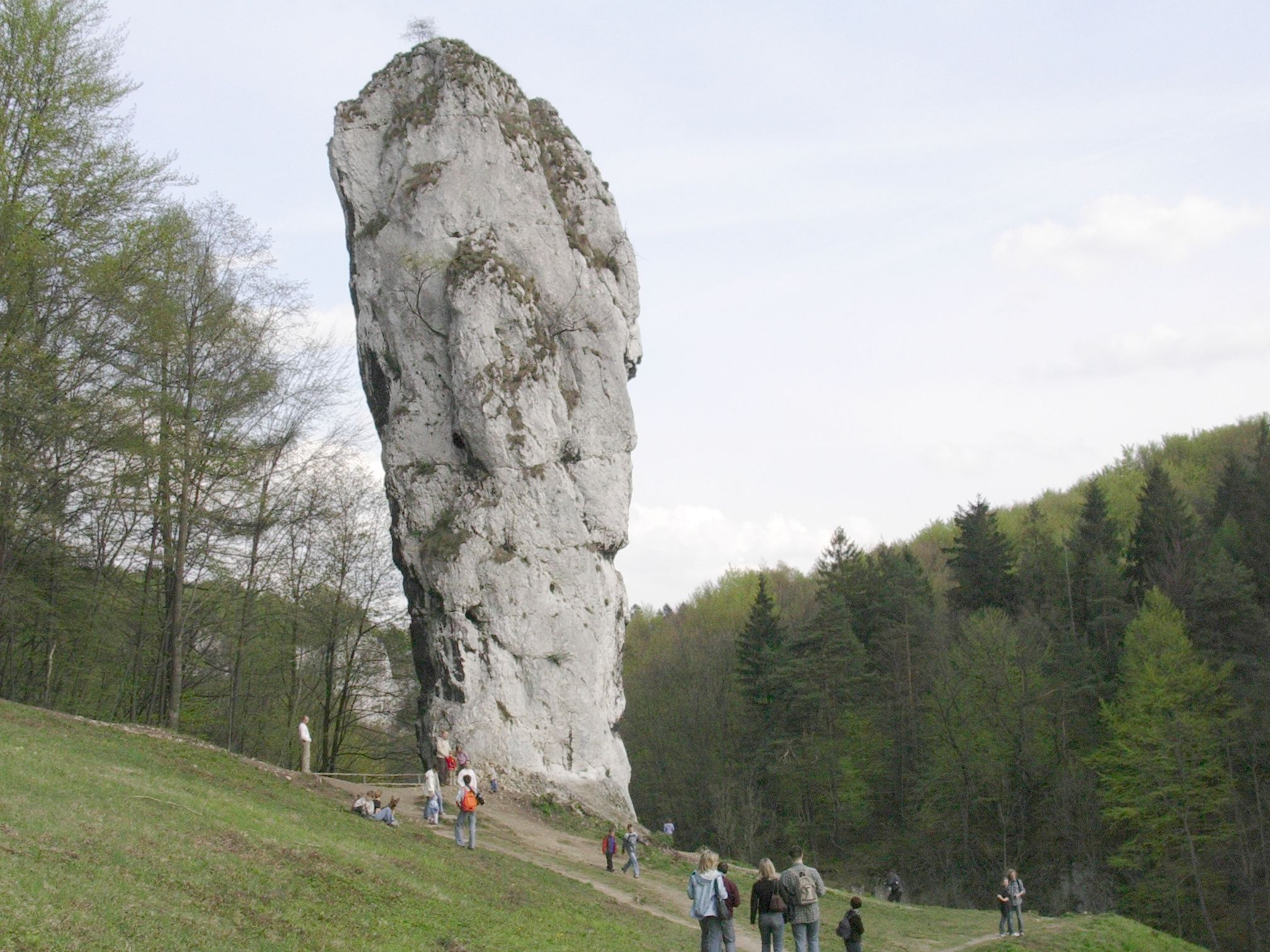
Maczuga Herkulesa (Herkulův kýj, Herkulův palcát)
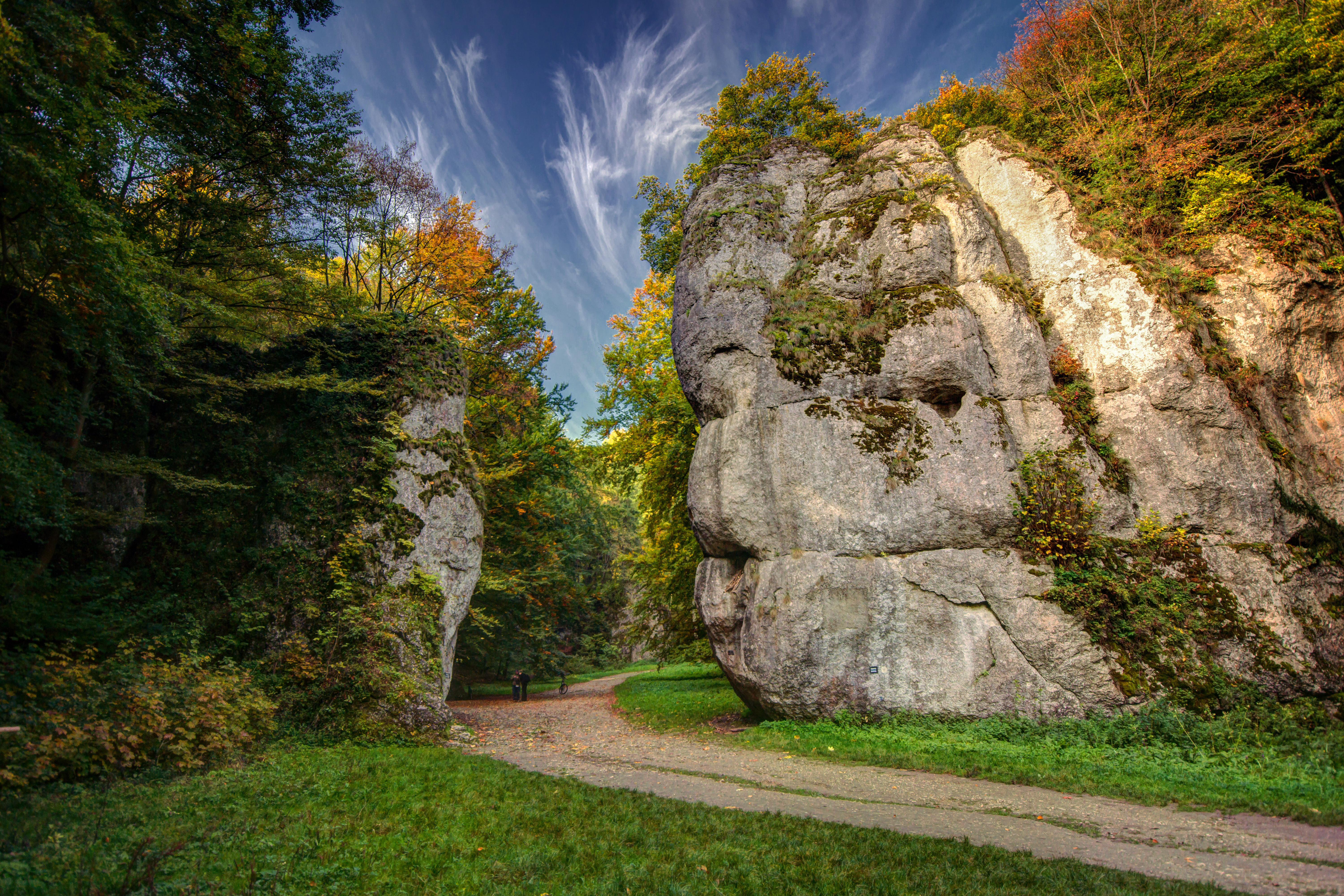
Krakowská brána, údolí říčky Prądnik
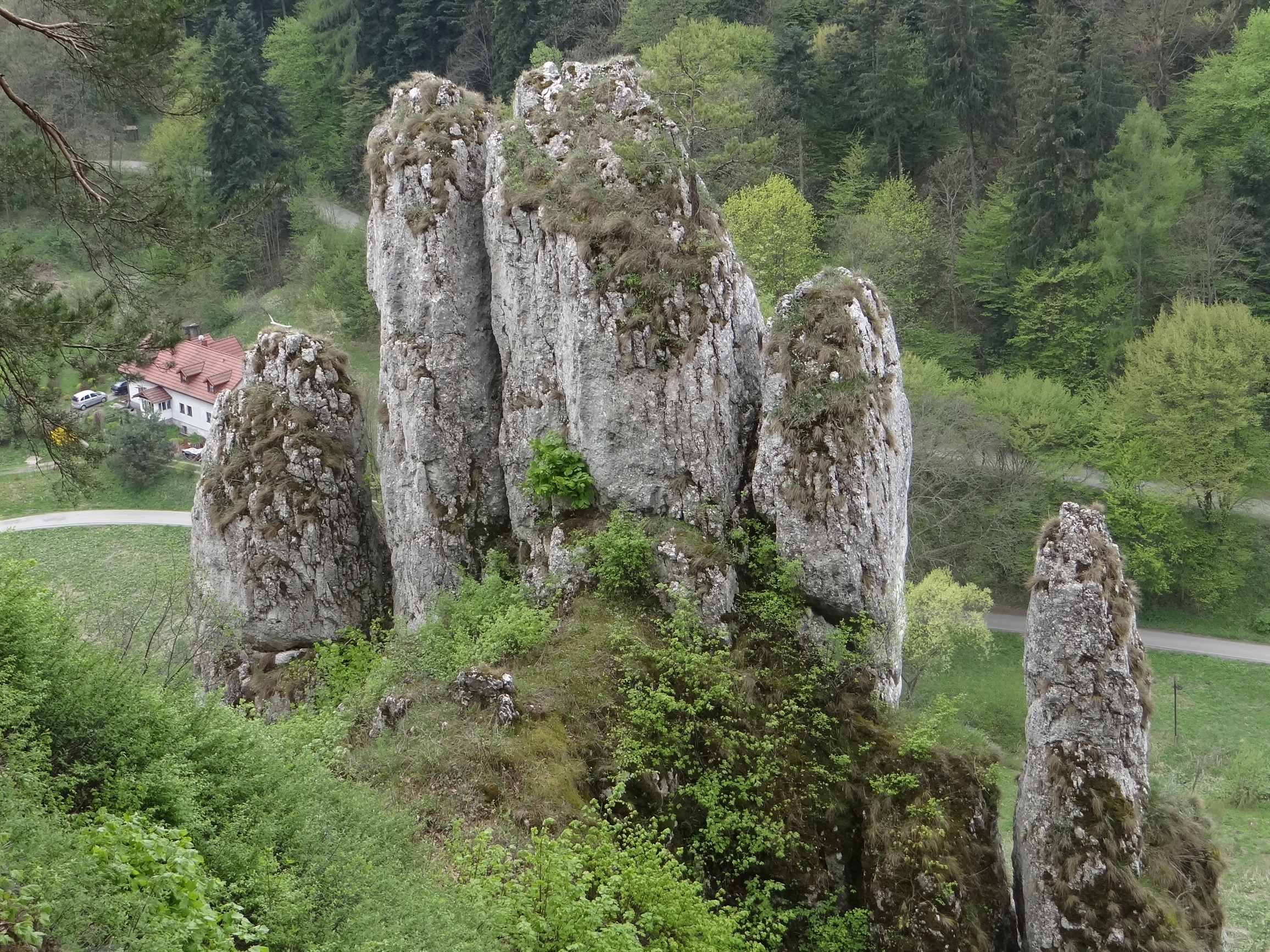
Rukavice
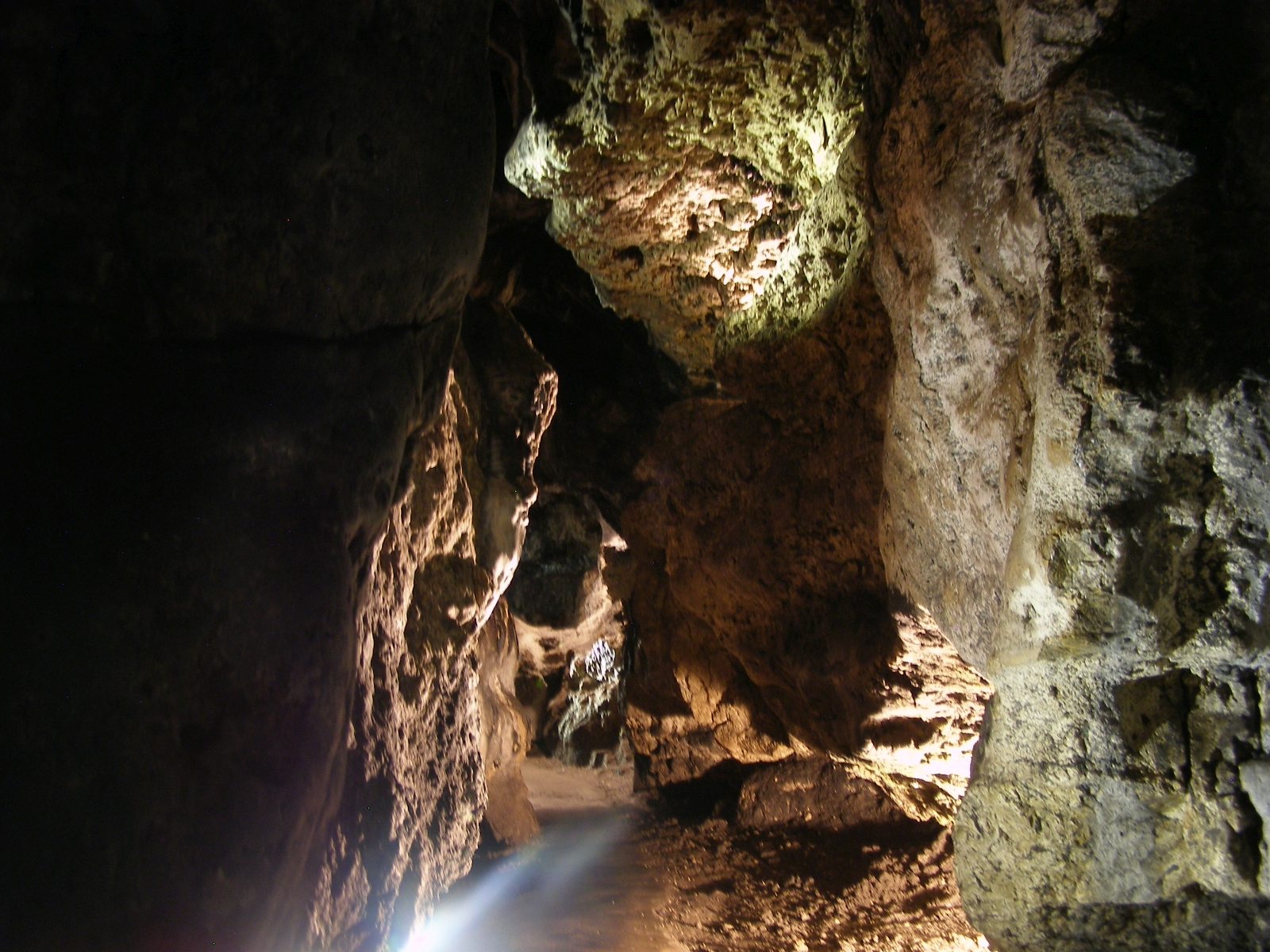
Ojcow - Lokietkowa Grota